# Staurastrum laeve
Staurastrum laeve là một loài Song tinh tảo trong họ Desmidiaceae, thuộc chi Staurastrum.